# Ovčí pramen
Ovčí pramen (španělsky Fuenteovejuna) je divadelní hra, jejímž autorem je španělský dramatik, básník a prozaik Lope de Vega.

## Celková charakteristika
Jedná se o divadelní hru z doby tzv. zlatého věku španělského dramatu, známou také pod názvem Fuente Ovejuna. Autor v ní pokládá otázku věrnosti svému pánovi, která se může dostat do rozporu s osobní ctí a hodnotou. Ta je vlastní každému člověku bez ohledu na jeho společenské zařazení. Současně je položena otázka, zda má být vražda tyrana považována za zločin a zda má být stejně tak potrestána. Autor předkládá ideu kolektivu tvořeného silnými osobnostmi. V takové společnosti překračuje zločin spáchaný na jedinci své hranice a stává se celospolečenským problémem.

## Postavy
Konflikt je zde postaven na sporu feudálního pána komtura Gomeze a vesnice Fuente Ovejuna (Ovčí pramen). Proti absolutistickému jedinci tedy stojí síla podřízené, ale jednotné společnosti s vědomím morální převahy. Komtur je líčen schematicky jako jednoznačně záporná postava se sklony k tyranii a bezohlednosti, se snahou potupit a zlomit lidskou důstojnost.
To je v rozporu s jeho společenskou funkcí, kdy má jako rytíř chránit své poddané a být zárukou spravedlnosti. Tato jeho funkce je několikrát zpochybněna, když se pod symbolem kříže několikrát dopustí násilí na nevinných a slabých. Opozicí jsou mu jednotlivé postavy obce, kterou vlastní. Z nich nejvýrazněji vystupují ženy. U nich s ještě větší naléhavostí vystupuje nutnost ochrany cti. Tak jako komtur má být ochráncem jemu podřízeného lidu, tak mají být muži ochránci svých žen. Ti však v této roli selhávají, a tak se paradoxně stává komturovým protivníkem Laurencie, dcera rychtáře Estébana. Ta ve svém protestu tvoří dvojici s „nejmužnější postavou“ dramatu, mladíkem Frondosem, který jediný se jí zastal. Laurencie vykazuje mnohé znaky antických ženských postav (krom Lukrécie např. Médeia). Je pro ni charakteristická racionalita a chápání vyšších hodnot.

## Děj a kompozice
Hru tvoří tři dějství (akty). První dvě jsou přípravou k vyvrcholení agrese, k níž dochází ve třetím aktu. Děj je tvořen průběžnými provokacemi ze strany arogantního komtura. Ten se neustále snaží získat krásnou Laurencii, ačkoli ta ho odmítá. Čest jí je milejší než chvilková náklonnost šlechtice. Skutečně je milována pouze mladým Frondosem, který se jí také zastal ve chvíli, kdy se ji komtur chystal znásilnit. K vyvrcholení děje dochází v den svatby obou mladých lidí. Komtur vtrhnul do vesnice, zajal Frondosa, kterého má v úmyslu popravit za potupu, jíž se na něm dopustil. Na Laurencii se pak dopustil násilí. Tento jeho akt se stal podnětem k nenávisti. Vzbouřená ves dobyla pánovo sídlo, vypálila ho a komtura zabila. Při závěrečném vyšetřování odmítají obyvatelé prozradit jméno vraha. Dokonce při mučení odpovídají všichni jednotně, že vrahem je Fuente Ovejuna.

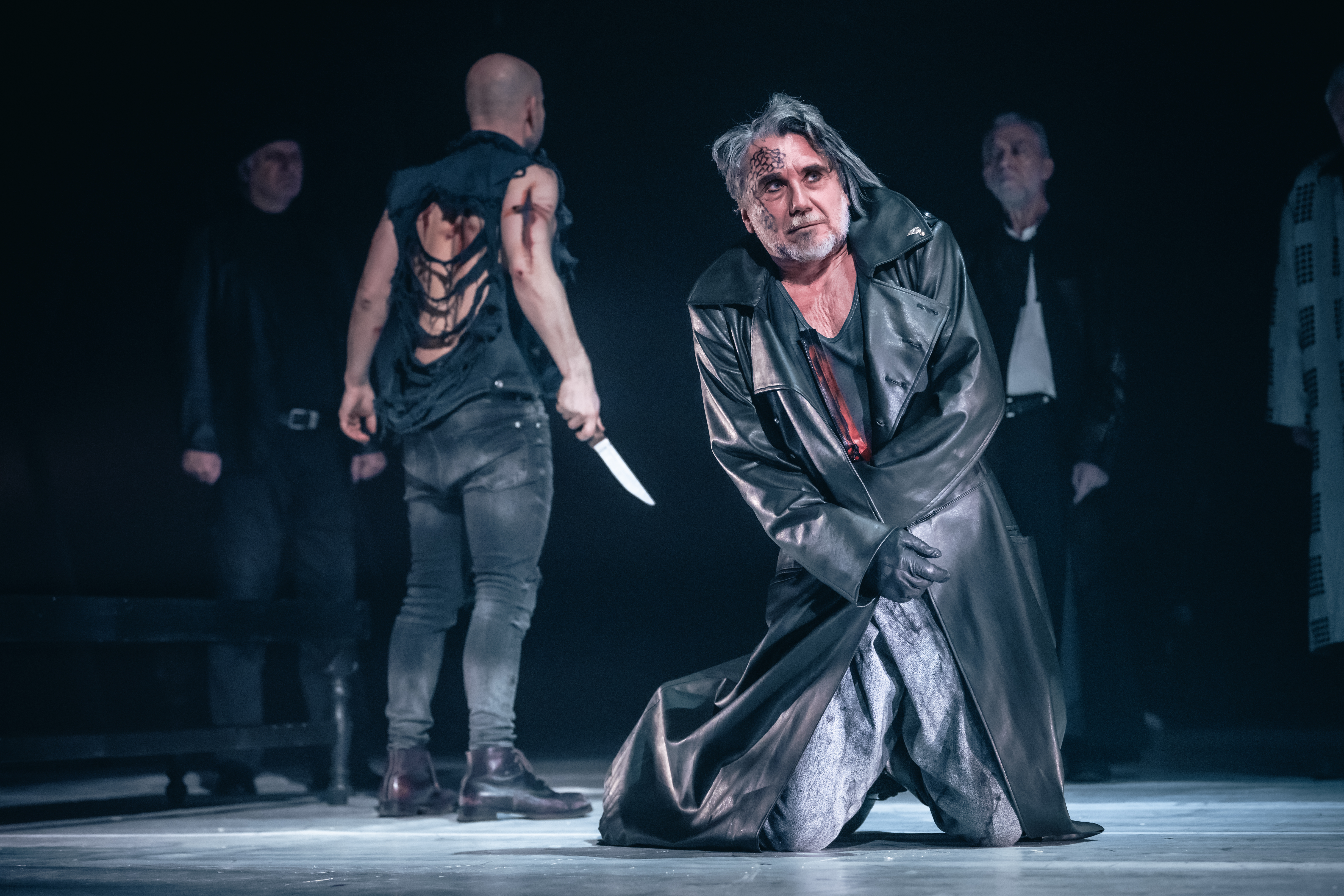
Aleš Procházka jako Komtur
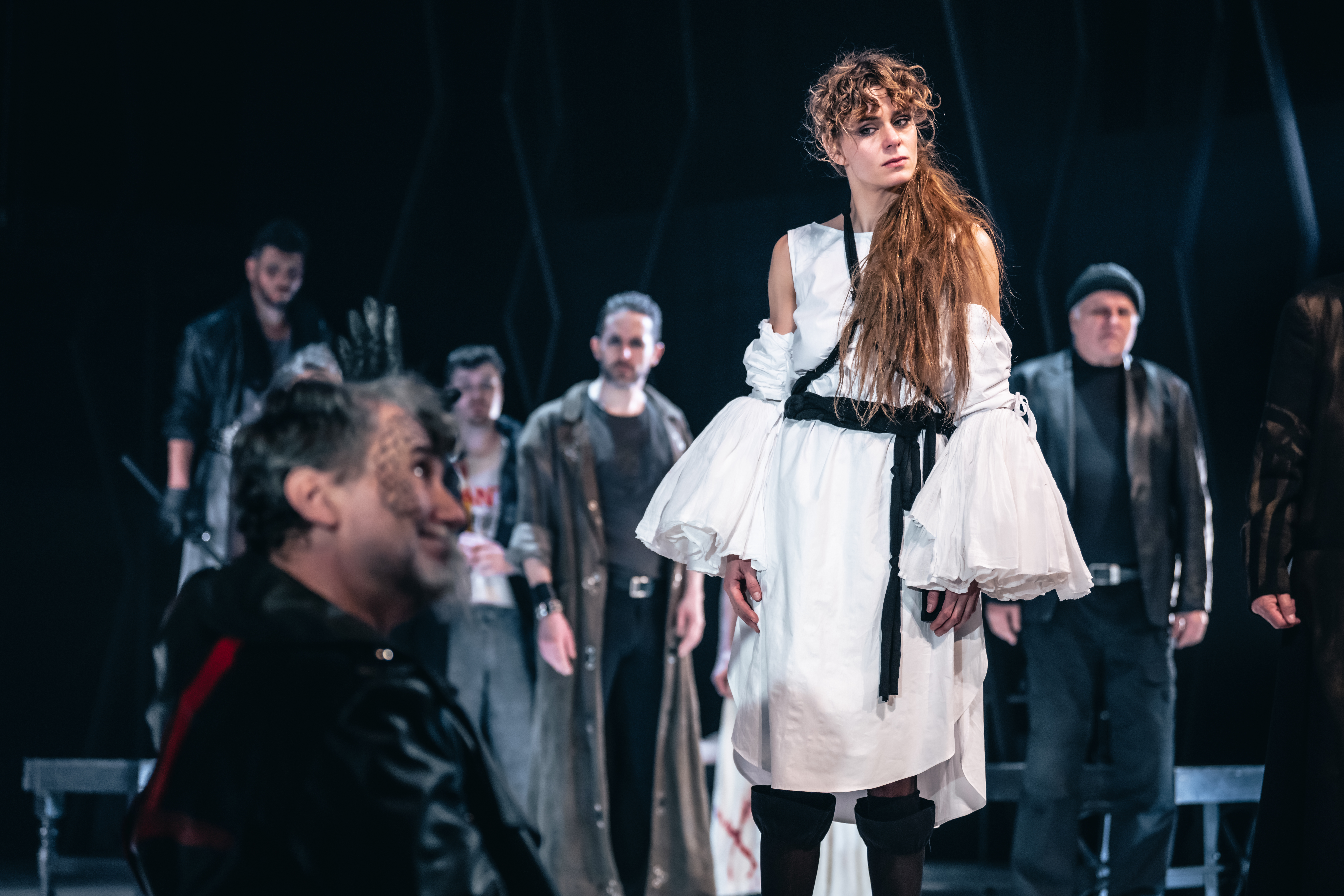
Markéta Děrgelová jako Laurencia
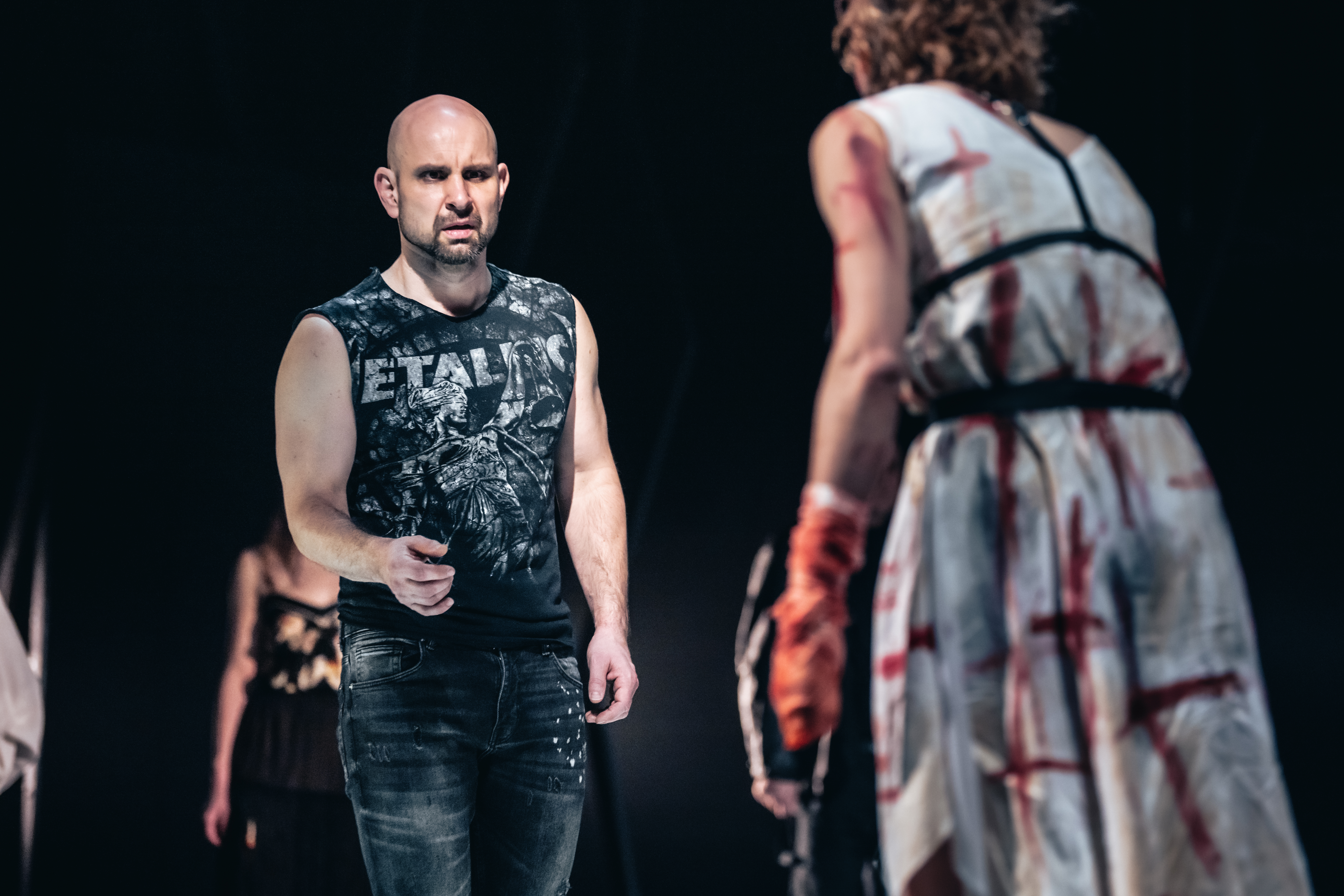
Tomáš Dastlík jako Frondoso
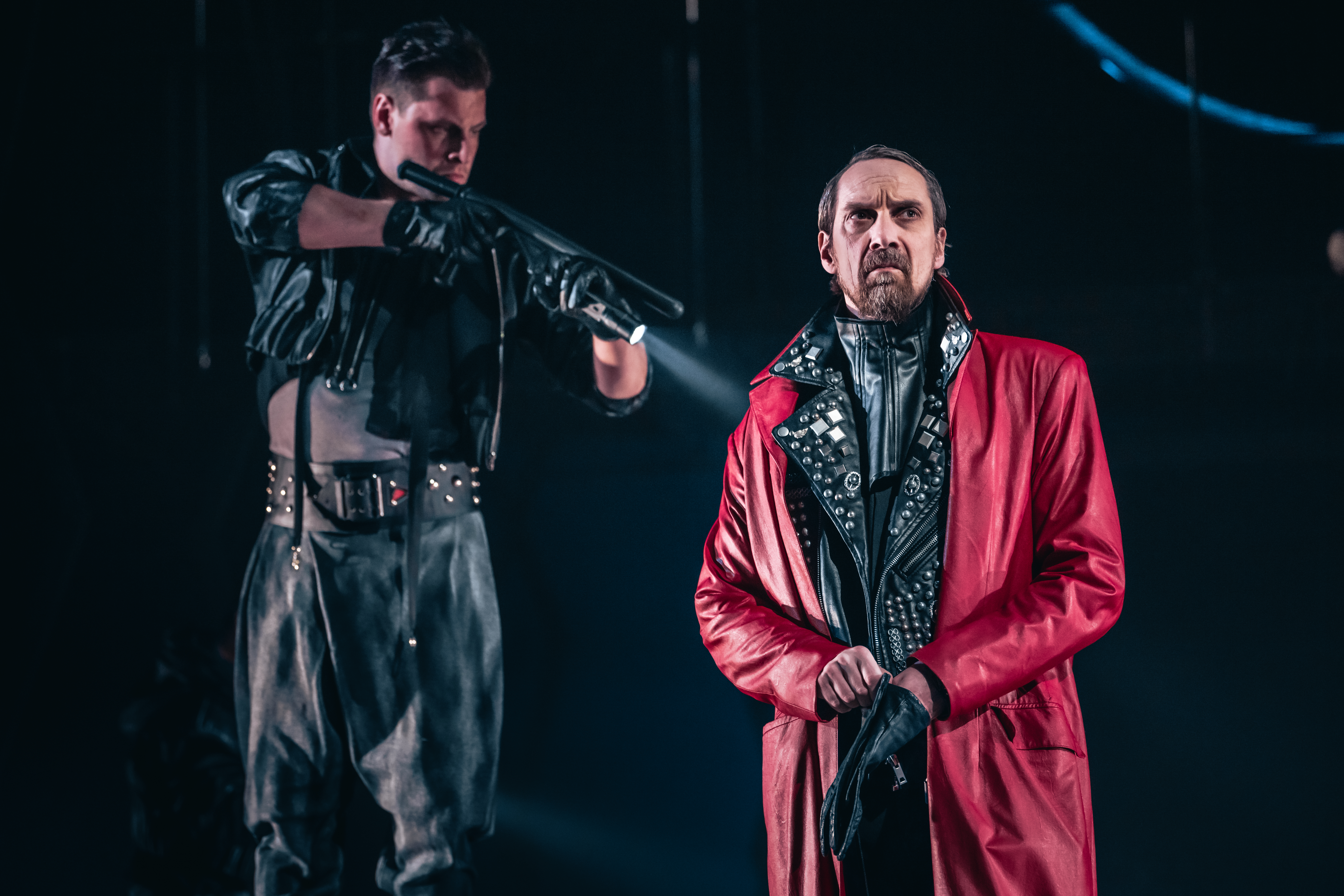
Tomáš Pavelka jako Ferdinand Aragonský
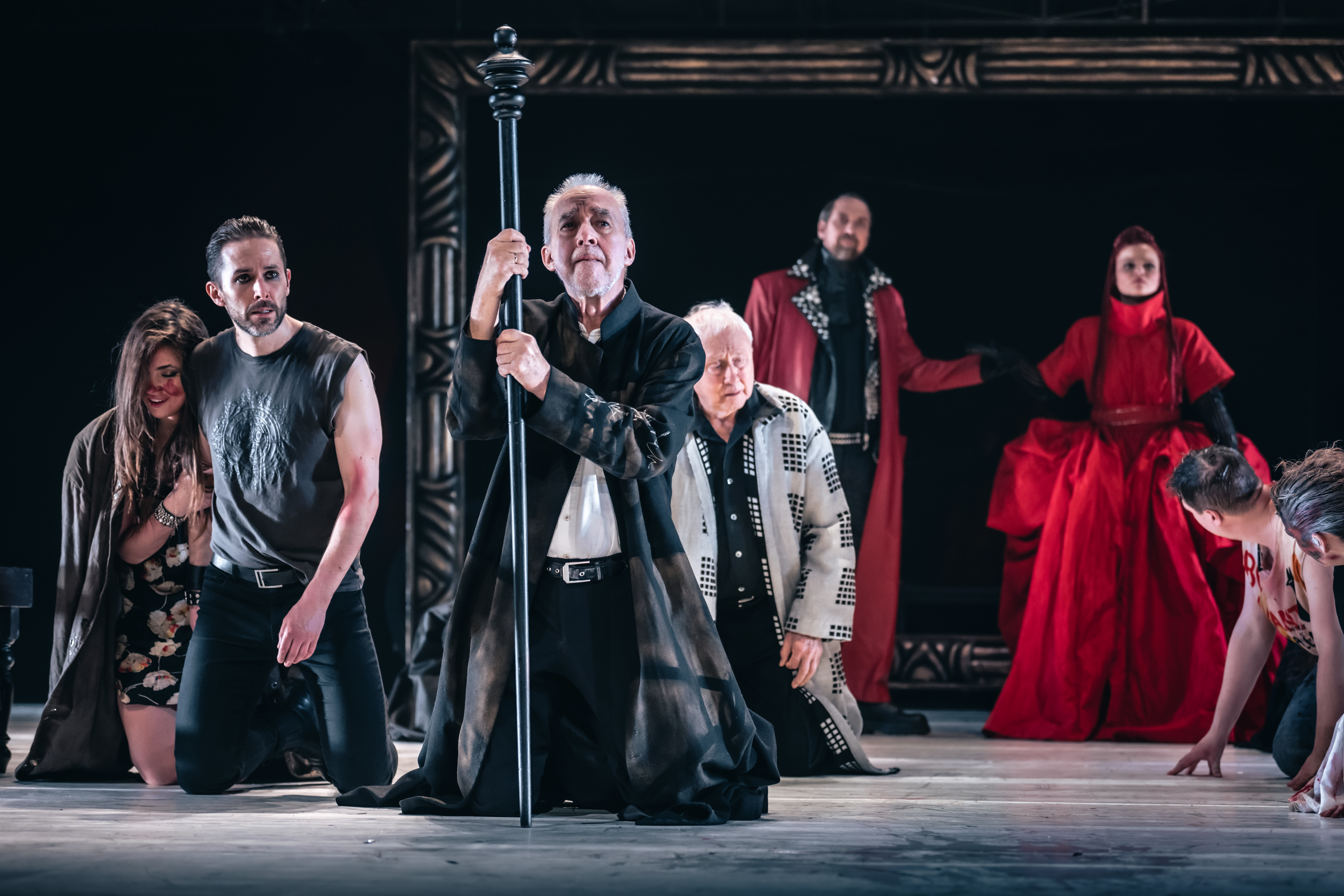
Pavel Rímský jako Esteban

## Jazyk a styl
Děj i téma hry jsou divácky přitažlivé a současně myšlenkově závažné. Setkáváme se s variabilitou, která dokáže reflektovat obě roviny textu. Dochází ke střídání metrických forem i dynamiky děje. Příznačné jsou také rychlé změny prostoru, v němž se děj odehrává. Masový vzdor a jednota kolektivu se střídá s projevy individuality. Autor dokáže rychle a snadno měnit jednotlivé podoby komunikace. Rychlý dějový spád se střídá s úvahovým patosem. S vážností Laurenciiných ideálů kontrastuje bezstarostnost a komičnost obtloustlého Menga, jenž neztrácí humor ve vypjaté situaci, kdy je očekáváno, že bude mučením zlomen. Divákům vyšel Vega vstříc i některými velmi lehkými, humornými až koketními dialogy.

## Okolnosti vzniku díla
Vega vycházel z reálného života, v němž vyhledával ideje. Také v této hře se opírá o skutečnou selskou rebelii, která propukla r. 1476. Pozadím byly snahy o sjednocení Španělska, kdy král využíval selských bouří pro omezení moci náročné šlechty. Vega, stejně jako mnoho dalších humanistických intelektuálů, toužil po spravedlivém a osvíceném panovníkovi (zde ho reprezentuje král Ferdinand). Není třeba dodávat, že tyto sny neměly s realitou příliš společného. Téma hry přesahuje hranice jednoho výkladu a není omezeno na jednu historickou epochu. V přeneseném slova smyslu lze za tyranii považovat vše, co snižuje